# Figuurzaagmachine

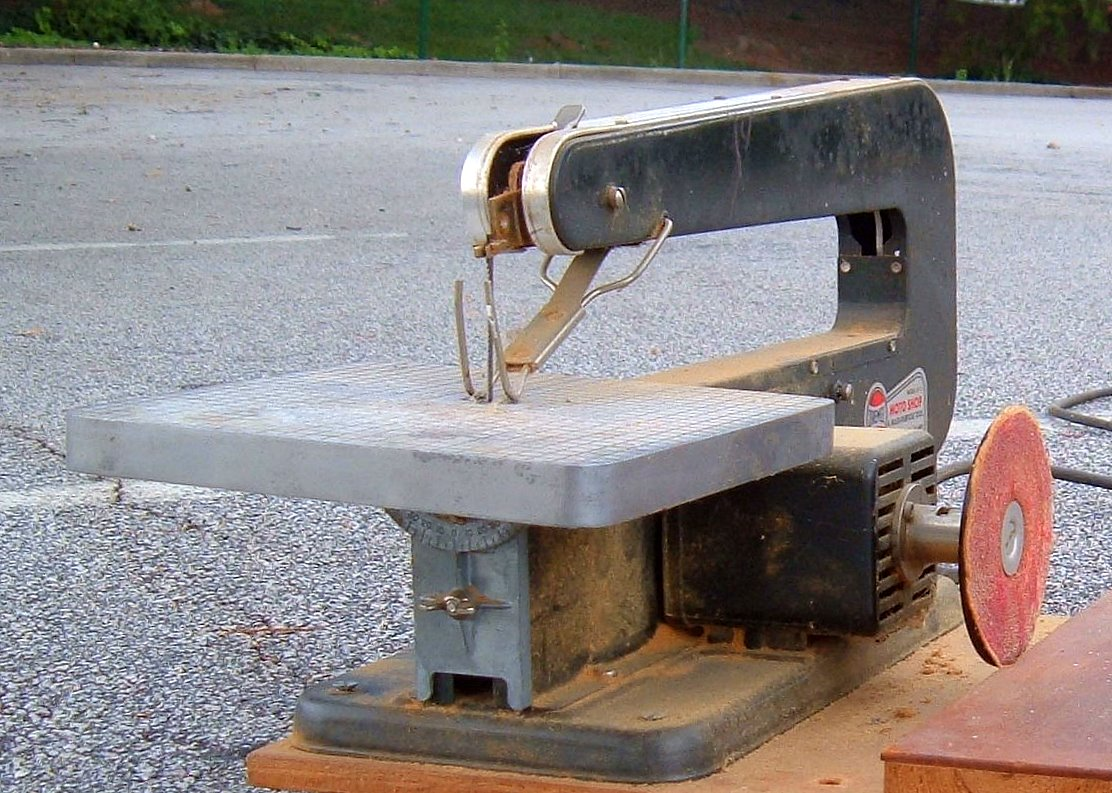
Dremel figuurzaagmachine

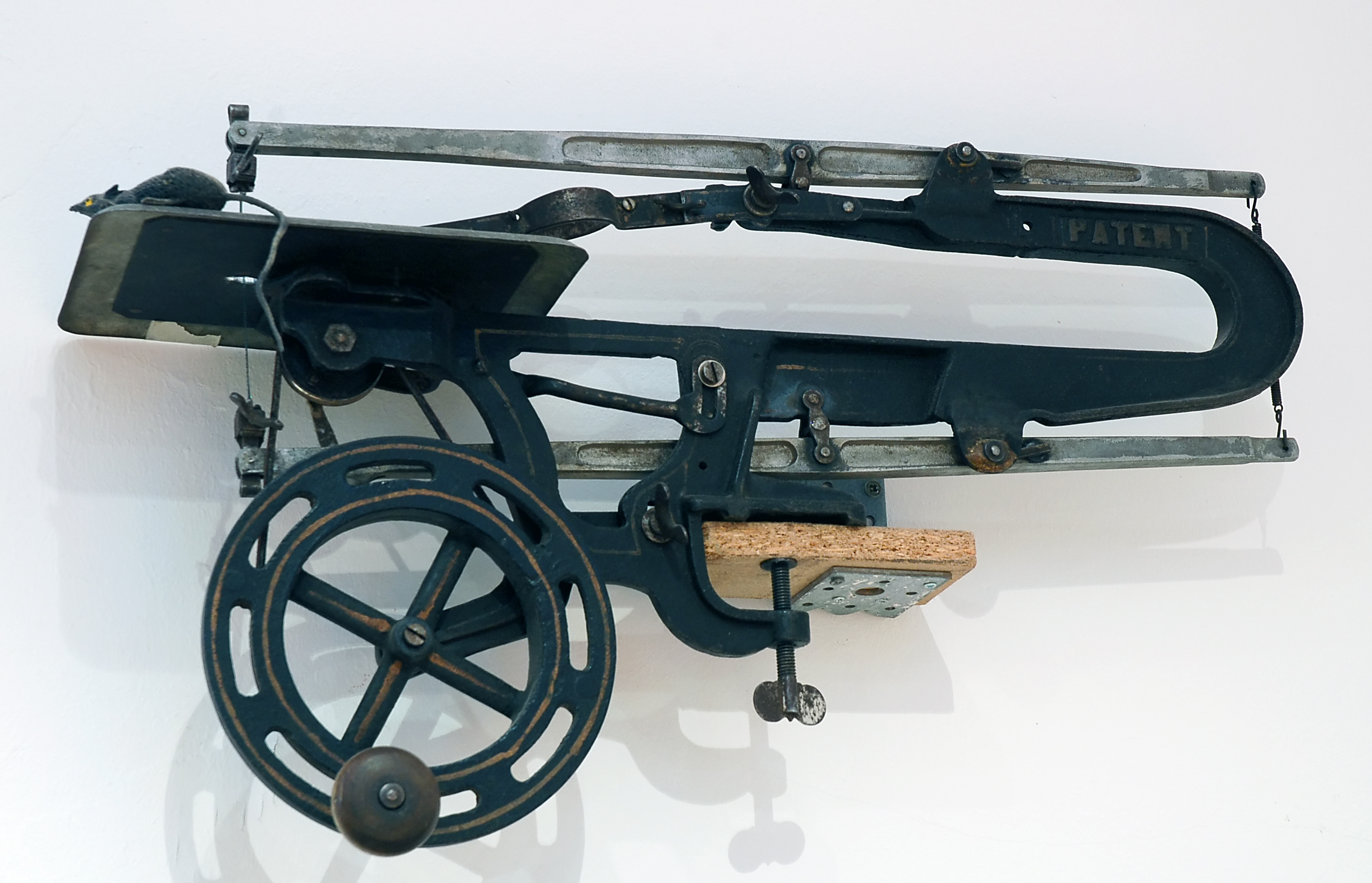
Mechanisch figuurzaagmachine van 1900

Een figuurzaagmachine is een zaagmachine met dunne zaagjes, die door een licht elektromotortje of een elektromagnetische trilplaat wordt aangedreven. 
De zaagjes worden net als bij een handfiguurzaag in een beugel gespannen. Dit gebeurt verticaal en door het verstellen van de zaagtafel kan ook onder een hoek gezaagd worden. De onderzijde van de zaag wordt aangedreven en aan de bovenzijde houdt een (blad)veer het zaagblad onder spanning. Met een figuurzaagmachine kan zuiverder worden gewerkt dan met een handfiguurzaag, doordat de hoek van het zaagblad met de zaagtafel vast ingesteld wordt, het werkstuk langs een geleider gevoerd kan worden en doordat het werkstuk met beide handen langs de zaag kan worden geleid. 
Bovendien kunnen houten of kunststoffen werkstukken met een dikte tot wel 45 millimeter worden gezaagd. Afhankelijk van de kwaliteit van het zaagblad kunnen hout, kunststof of metaal worden gezaagd. Figuurzaagmachines worden met name door verschillende soorten kunstenaars gebruikt. 